# Ряшів (аеропорт)
Міжнарóдний аеропóрт Ряшів-Ясенка (або Ясінка) (пол. Rzeszów–Jasionka Airport) (IATA: RZE, ICAO: EPRZ) розташований у південно-східній Польщі, в межах с. Ясінка, 10 км від центру м. Ряшів. Летовище на 7-му місці за пасажиропотоком у країні.

## Історія
Внутрішнє пасажирське сполучення до Ряшівського аеропорту започатковані 30 листопада 1945 р. під час відкриття колового маршруту № 1/2 Варшава ― Лодзь ― Краків ― Ряшів – Люблін ― Варшава. У 1949 р. летовище було перебудоване для комерційного використання. Попередні аеропортові споруди, збудовані у 1940 р., було знищено під час Другої світової війни у 1944 році.
У 1962 році, аеропорт був відкритий для міжнародних та внутрішніх пасажирських авіарейсів.
1 квітня 1974 року аеропорт Ряшів-Ясьонка отримав статус міжнародного аеропорту, а водночас і запасного аеропорту для варшавського Окенця.
02 червня 2007 року LOT Polish Airlines запровадили сезонний рейс на Boeing 767-300ER до Нью-Йорка (Кеннеді) та Нью-Арку.
У 2009–10 рр. було зареєстровано збільшення пасажиропотоку на 18,66%. Новий пасажирський термінал відкрито у травні 2012 р. У 2014 р. пройшов аудит European Court of Auditors і визнаний серед 20 інших європортів як зразок вдалих інвестицій ЄС у його модернізацію.

## Інфраструктура
Аеродром Ряшева характеризується другою по довжині у країні ЗПС: 3 200 м × 45 м (10 499 фут × 148 фут).

## Авіалінії та напрямки, жовтень 2020
| Авіакомпанія          | Пункт призначення                                                                            |
| --------------------- | -------------------------------------------------------------------------------------------- |
| Bulgarian Air Charter | Сезонний чартер: Бургас                                                                      |
| Buzz                  | Сезонний чартер: Іракліон, Родос                                                             |
| Enter Air             | Сезонний чартер: Анталія, Бургас, Ханья, Родос, Варна                                        |
| LOT Polish Airlines   | Щецин, Варшава-Шопен Сезонний: Барселона, Бургас, Гданськ, Ньюарк, Салоніки, Задар           |
| Lufthansa             | Мюнхен                                                                                       |
| Nouvelair             | Сезонний чартер: Монастір                                                                    |
| Onur Air              | Сезонний чартер: Анталія, Бодрум                                                             |
| Ryanair               | Бристоль, Дублін, Східний Мідландс, Лондон-Лутон, Лондон-Станстед, Манчестер Сезонний: Афіни |
| Wizz Air              | Ейндговен                                                                                    |

## Статистика
|                               | Пас.    | Операцій ПС |
| ----------------------------- | ------- | ----------- |
| 2007                          | 279 996 | 6 112       |
| 2008                          | 323 838 | 9 662       |
| 2009                          | 383 184 | 8 806       |
| 2010                          | 454 203 | 10 919      |
| 2011                          | 491 325 | 12 357      |
| 2012                          | 564 992 | 12 355      |
| 2013                          | 589 920 | 13 508      |
| 2014                          | 601 070 | 10 656      |
| 2015                          | 645 214 | 13 723      |
| 2016                          | 664 068 | 12 629      |
| 2017                          | 693 564 | 14 274      |
| 2018                          | 771 287 | 18 164      |
| Джерело: Jasionka w Rzeszowie |         |             |